# Hitra
Hitra – norweskie miasto i gmina leżąca w okręgu Trøndelag.
Hitra jest 163. norweską gminą pod względem powierzchni.

## Demografia
Według danych z roku 2020 gminę zamieszkuje 5140 osób. Gęstość zaludnienia wynosi 7 os./km². Pod względem zaludnienia Hitra zajmuje 228. miejsce wśród norweskich gmin.
| ludność stan na 4. kwartał 2020 |         |           |       |
|                                 | kobiety | mężczyźni | razem |
| osób                            | 2419    | 2721      | 5140  |
| %                               | 47,06%  | 52,94%    | 100%  |

| wykształcenie stan na 4. kwartał 2020, osób powyżej 16 roku życia |        |         |        |        |
|                                                                   | podst. | średnie | wyższe | niezn. |
| osób                                                              | 1217   | 1762    | 842    | 24     |
| %                                                                 | 31,65% | 45,82%  | 21,89% | 0,62%  |

## Edukacja
Według danych z 1 listopada 2016:
- liczba szkół podstawowych (norw. grunnskolar): 5
- liczba uczniów szkół podst.: 492

## Władze gminy
Według danych na rok 2020 administratorem gminy (norw. rådmann) jest Ingjerd Astad, natomiast burmistrzem (norw. ordfører, d. borgermester) jest Ole Haugen.